# Lynne Topping
Lynne Edea Topping (* 10. Juli 1949 in Terre Haute, Indiana; † 17. April 2011 in New York City) war eine US-amerikanische Schauspielerin.

## Leben
Die aus Indiana stammende Topping war die Tochter von Edea und Malachi Topping. Sie hatte eine Stiefschwester namens Sharon und vier Brüder: Jim, John, Malachi Jr. und Tony.
Ihren Ehemann James Francis Farrell lernte sie 1993 während einer Inszenierung von Der Widerspenstigen Zähmung in Florida kennen; sie heirateten am 13. August 1994 und waren über 17 Jahre – bis zu ihrem Tod – verheiratet. Aus einer früheren Beziehung stammen die 1980 geborenen Zwillinge Erin Honor Richter und Ramona Megan Richter.
Topping verstarb im Alter von 61 Jahren.

## Karriere
1969 wurde sie im Alter von 20 Jahren zur „Miss Florida“ gekürt. Später erhielt sie ein Schauspielstipendium der Irene Ryan Foundation, das ihr den Weg nach Hollywood eröffnete, wo sie von Universal Pictures unter Vertrag genommen wurde.
Ihr Filmdebüt hatte sie 1971 in The Naked Zoo und wurde in den 1970er und 1980er Jahren durch Rollen in Fernsehserien wie Der unglaubliche Hulk (1977), Knight Rider (1982) und Hunter (1984) bekannt. In der Seifenoper Schatten der Leidenschaft spielte sie von September 1978 bis Herbst 1982 die Rolle der Chris Brooks Foster und folgte Trish Stewart; auch ihre eigenen Zwillingstöchter hatten Gastauftritte in der Fernsehserie.
Eine weitere Leidenschaft galt dem Theater, sowohl auf der Bühne als auch als Autorin und Dramaturgin. So verfasste sie die Bühnenstücke Hot Flashes, das 2007 beim New York International Fringe Festival uraufgeführt wurde, Twilight, or Listening to The Whispers (Kleinau Theatre, Illinois) und das abendfüllende Bühnenstück Leonard and Virginia. Im „Journal of Dramatic Theory and Criticism“ veröffentlichte sie zudem im Frühjahr 2006 den autobiografischen Artikel „Majoring in Show Business with A Minor in Theatre“.
Als Mitbegründerin und künstlerische Leiterin der „Main Street Players“ (MSP) führte Topping bei der Eröffnungsproduktion True West im Liberty Theatre in Murphysboro Regie. Zu ihren Lieblingsrollen gehörten die der Rose in The Woolgather, Kate in The Taming of the Shrew (Foulds Theatre), Mutter Miriam in der MSP-Produktion Agnes of God und die der Tante Dan im Bühnenstück Aunt Dan & Lemon, das auf der Terre Haute's Summer Stage aufgeführt wurde.
Im deutschsprachigen Raum wurde sie unter anderem von Sabine Thiesler,  Evelyn Maron und Simone Brahmann synchronisiert.

## Filmografie (Auswahl)
- 1971: The Naked Zoo
- 1977: Quincy
- 1977: Einsatz in Manhattan
- 1977: Aspen (auch: Aspen: Chapter I; Miniserie)
- 1978: What Really Happened to the Class of '65?
- 1978: Der unglaubliche Hulk
- 1978: The Eddie Capra Mysteries
- 1978–1982: Schatten der Leidenschaft
- 1983: Knight Rider
- 1985: Hunter
- 1985: Hardcastle & McCormick
- 1985: It’s a Living (auch: Making a Living)
- 1988: All My Children